# Dipchasphecia pudorina
Dipchasphecia pudorina is een vlinder uit de familie wespvlinders (Sesiidae), onderfamilie Sesiinae.
Dipchasphecia pudorina is voor het eerst wetenschappelijk beschreven door Staudinger in 1881. De soort komt voor in het Palearctisch gebied.